# (20856) Hamzabari
(20856) Hamzabari (2000 VT28) – planetoida z pasa głównego asteroid okrążająca Słońce w ciągu 3,54 lat w średniej odległości 2,32 j.a. Odkryta 1 listopada 2000 roku.